# Hispano-Suiza 14HP
La 14HP è un'autovettura prodotta dal 1903 al 1905 da due Case automobilistiche spagnole: fino al 1904 venne infatti prodotta dalla J. Castro, mentre dal 1904 al 1905 fu prodotta dalla Hispano-Suiza. Di quest'ultima casa, poi divenuta celebre nei primi quarant'anni del XX secolo per le sue auto di lusso, fu il primissimo modello assieme alla 20HP.

## Profilo e storia
La storia di questo modello ebbe inizio quando la  J. Castro, Sociedad en Comandita, Fábrica Hispano-Suiza de Automóviles rilevò la precedente azienda spagnola De La Cuadra mantenendo come direttore tecnico lo svizzero Marc Birkigt. Nel luglio del 1903, Birkgit fece lanciare sul mercato la 14HP, una vettura proposta sia come phaeton che come tonneau e che Birkgit realizzò prendendo come fonte di ispirazione la Mercedes 35PS.
La 14HP nasceva su di un telaio a longheroni e traverse in acciaio e rispetto alla sua teutonica musa ispiratrice si differenziava tecnicamente per la presenza della trasmissione a giunto cardanico in luogo di quella a catena. Il motore era un quadricilindrico biblocco che secondo alcune fonti aveva una cilindrata di 2212 cm³ (con alesaggio e corsa pari a 80 x 110 mm), mentre secondo altre la cilindrata era di 2545 cm³ (con alesaggio e corsa pari a 90 x 100 mm).
Purtroppo, alcune agitazioni sindacali fecero rallentare la produzione e fecero naufagare l'avventura commerciale della J.Castro, che già nel marzo del 1904 dichiarò fallimento. Venne rilevata dalla nuova azienda fondata dallo stesso Birgkit, la Hispano-Suiza, la quale riprese immediatamente la produzione della 14HP a fianco di un nuovo modello, la 20HP. Questi due modelli saranno i primi a recare il marchio ispano-svizzero che diventerà famoso negli anni a venire.
La produzione della 14HP cessò comunque nel 1905 e in totale venne prodotta in appena 14 esemplari, di cui otto prodotti con il marchio Castro. La 14HP verrà sostituita dalla 15/20 HP.